# Lamin B. Dibba
Lamin B. Dibba (* 20. Jahrhundert) ist ein Politiker im westafrikanischen Staat Gambia. Vom 1. Februar 2017 bis zum 15. März 2022 war er Minister für Forstwirtschaft, Umwelt, Klimawandel und natürliche Ressourcen (Minister of Forestry, Environment, Climate Change and Natural Resources) im Kabinett Adama Barrow I.

## Leben
Dibba hat an der Saint Mary’s University in Halifax einen Bachelor of Arts in Geographie und an der University of Birmingham einen Master in Stadt- und Regionalstudien (urban and regional studies) erworben. Von 2002 bis 2011 war er bei der NGO Affairs Agency, von 2012 bis 2012 Geschäftsführer der Gambia Women’s Finance Association und von 2013 bis 2017 nationaler Berater der SOS-Kinderdörfer. Außerdem war er Direktor für NGO-Angelegenheitem im Innenministerium.
Er engagiert sich in der National Convention Party (NCP). Am 1. Februar 2017 ernannte der neu gewählte Präsident Adama Barrow Dibba zum Forst- und Umweltminister. Er schied nach der Wiederwahl Barrows im Mai 2022 aus dem Kabinett aus; seine Nachfolgerin im Ministeramt wurde Rohey John Manjang. 
Im September 2022 wurde er zum ständigen Vertreter Gambias bei den Vereinten Nationen ernannt und überreichte im 16. September 2022 UN-Generalsekretär António Guterres sein Akkreditierungsschreiben.

## Kritik
Die in Washington, D.C. ansässige Umweltorganisation Environmental Investigation Agency (EIA) veröffentlichte verdeckt aufgenommene Filmaufnahmen von Holz-Händlern in Gambia, die belegen sollten, dass Dibba direkt in den illegalen Handel von Palisanderholz involviert sei. Die geschützten Edelholzbäume würden im benachbarten Senegal geschlagen, nach Gambia geschmuggelt und dort mit Wissen Dibbas nach China exportiert. Dibba bestritt alle Vorwürfe.